# Колдуэлл, Джон Кёртис
Джон Кёртис Колдуэлл (John Curtis Caldwell) (17 апреля 1833 — 31 августа 1912) — американский учитель и военный, генерал армии Союза во время гражданской войны в США. После войны служил консулом в Чили, а также послом в Уругвае и Парагвае.

## Ранние годы
Колдуэлл родился в Лоуэлле, штата Вермонт. В 1855 году он окончил Амхерстский колледж и переехал в Мэн, где стал старшим учителем Академии Вашингтона в городе Ист-Мачайас.

## Гражданская война
Когда началась гражданская война, Колдуэллу было 28 лет и он совершенно не имел военного опыта. Однако, 12 ноября 1861 года он был выбран полковником 11-го мэнского полка. В самом начале кампании на полуострове он получил звание бригадного генерала (28 апреля 1862) и стал командовать 1-й бригадой 1-й дивизии II корпуса Потомакской армии. Это случилось после того, как прежний командир бригады, Оливер Ховард, был ранен в сражении при Севен-Пайнс. Он хорошо проявил себя в Семидневной битве, когда во время боя при Глендейле пришел на помощь дивизии генерала Филипа Карни.
Во время сражения при Энтитеме его бригада участвовала в наступлении дивизии Ричардсона на позиции конфедератов на Санкен-Роуд. Именно этой бригаде удалось сломить сопротивление противника и практически уничтожить центр обороны Северовирджинской армии, однако развить успех не удалось. Когда был ранен командир дивизии, Колдуэлл временно занял его место и сам получил ранение. После сражения его осуждали за неграмотное управление бригадой в бою и даже пошли слухи, что он прятался в тылу без связи со своими полками.
Перед сражением при Фредериксберге бригада Колдуэлла числилась в составе дивизии Хэнкока и имела следующий вид:
- 5-й Нью-Гемпширский пехотный полк: полк. Эдвард Кросс
- 7-й Нью-Йоркский пехотный полк: полк. Джордж фон Шак
- 61-й нью-йоркский пехотный полк: полк. Нельсон Майлз
- 64-й Нью-Йоркский пехотный полк: подп. Энос Брукс
- 81-й Пенсильванский пехотный полк: полк. Бойд Маккин
- 145-й Пенсильванский пехотный полк: полк. Хирам Браун

Под Фредериксбергом дивизия Хэнкока была брошена на штурм каменной стены у подножия высот Мари. Бригада Колдуэлла наступала в третьей линии, сразу за ирландской бригадой Мигера.
…третья из бригад Хэнкока под командованием Колдуэлла попыталась овладеть каменной стеной при помощи флангового маневра. Два полка из её состава получили приказ повернуть направо и охватить позицию Кобба с севера. Этот манёвр, однако, привел только к ненужным жертвам, и оба полка, приблизившись к стене почти на 40 ярдов, были моментально отброшены анфиладным ружейным огнём. Тем не менее командовавший фланговой группой 23-летний полковник Майлз счел, что штыковая атака более значительными силами в том же направлении все же может иметь успех. Он обратился к командиру своей бригады с просьбой позволить ещё раз предпринять такую атаку. Колдвелл, однако, был достаточно благоразумен и отклонил просьбу юного полковника. 
В этой атаке бригада потеряла 2100 человек. Сам Колдуэлл был дважды ранен.
Весной 1863 года бригада Колдуэлла вместе со всем корпусом Кауча участвовала в обходе левого фланга Северовирджинской армии, который привел к сражению при Чанселорсвилле. Корпус Кауча шел вслед за корпусом Сайкса. Когда Сайкс столкнулся с противником и получил приказ отступить, бригада Колдуэлла прикрывала это отступление, а затем два дня вела успешные оборонительные бои.

### Геттисбергская кампания
22 мая 1863 года Колдуэлл стал командиром 1-й дивизии II корпуса, которым теперь командовал Уинфилд Хэнкок. Свою бригаду он передал полковнику Эдварду Кроссу. Во время геттисбергской кампании его дивизия состояла из четырёх бригад:
- Бригада Эдварда Кросса: 4 полка
- Бригада Патрика Келли: 5 полков
- Бригада Сэмюэля Зука: 3 нью-йоркских + 1 пенсильванский полк
- Бригада Джона Брука: 5 полков

К Геттисбергу дивизия подошла только утром 2-го июля и была размещена на крайнем левом фланге II корпуса. Между 16:00 и 17:00 Колдуэлл получил приказ отправить свою дивизию в распоряжение генерала Сайкса и разместить её между V и III корпусом. Когда Колдуэлл привёл дивизию на указанную позицию, он обнаружил на своем фронте наступающего противника: это были бригады Пола Семса и Джозефа Кершоу. Колдуэлл построил две свои бригады во фронт и одну (Келли) в резерве и бросил всю дивизию в наступление, которое стало единственным дивизионным наступлением федеральной армии за все сражение. Им удалось отбросить бригаду Семса и тяжело ранить самого Семса, удалось оттеснить людей Кершоу и занять Каменистый Хребет. Но в этот момент южане генерала Уоффорда сломили федеральную оборону у Персикового сада и обратили в бегство дивизию Барнса, которая отошла, открыв правый фланг дивизии Колдуэлла. «…явившись на свой правый фланг, я обнаружил, что мои части здесь разбиты и бегут в тыл в беспорядке. И как только они побежали, и пока я смог перестроить части, многочисленный противник вышел на мой правый фланг и почти в тыл и вынудил меня отступать, чтобы не попасть в плен», писал Колдуэлл в рапорте. Его дивизия пришла в полное расстройство и её не удалось привести в порядок до темноты.
После сражения генерал Сайкс обвинил Колдуэлла в плохом управлении дивизией и Хэнкок, бывший командир этой дивизии, перестал доверять Колдуэллу. Хэнкок приказал провести расследование истории с атакой дивизии на Уитфилде, однако итоги расследования оказались благоприятны для Колдуэлла. 
Осенью 1863 Колдуэлл продолжал командовать 1-й дивизией II корпуса. Он участвовал в кампании Бристо в октябре: его дивизия попала под обстрел артиллерии Стюарта во время Второго сражения при Оберне и в тот же день участвовала в сражении при Бристо-Стейшен.
6 февраля II корпусу было приказано атаковать укрепления Северовирджинской армии на рубеже реки Рапидан у переправы Мортонс-Форд. Говернор Уоррен, который временно командовал корпусом, был болен в тот день, поэтому с утра корпусом командовал Колдуэлл. Под его руководством дивизия Хейса перешла Рапидан и вступила с перестрелку с противником (так наз. Сражение при Мортонс-Форд). Но уже в полдень Уоррен явился на поле боя и принял командование. 
Тем не менее, Хэнкок с этого времени хуже относился к генералу и в марте 1864 года, после реорганизации армии, Колдуэлл оказался не у дел. Его дивизия перешла под командование Фрэнсиса Барлоу.

## Послевоенная деятельность
После войны Колдуэлл служил в почетной страже на похоронах президента Линкольна. 19 августа 1865 года он получил временное звание генерал-майора, а 15 января 1866 года уволился из добровольческой армии США. Он стал юристом и членом палаты представителей штата Мэн. С 1867 по 1869 служил в мэнском ополчении. В 1869 году пошел на дипломатическую службы и до 1874 года служил консулом США в Чили. С 1874 по 1882 год служил в посольстве в Уругвае и Парагвае, с 1897 по 1909 год — в посольстве в Коста-Рике.
Колдуэлл умер в Калисе, штат Мэн, и был похоронен на кладбище Сент-Стивен в канадском городке Сент-Стивен.